# Vriesea fontellana
Vriesea fontellana là một loài thuộc chi Vriesea. Đây là loài đặc hữu của Brasil.